# Holothuria exilis
Holothuria exilis, nomen dubium, is een zeekomkommer uit de familie Holothuriidae.
De wetenschappelijke naam van de soort werd in 1908 gepubliceerd door René Koehler & Clément Vaney.